# Мюнхенская высшая школа прикладных наук
Мюнхенская высшая школа прикладных наук, (нем. Hochschule für angewandte Wissenschaften München) основана в 1971 году путем слияния семи колледжей, некоторые из них существовали с XIX века. Является крупнейшей высшей школой прикладных наук в Баварии.
Студенты могут выбрать из более чем 80 бакалаврских и магистерских программ, программ непрерывного образования, летних школ и двойных программ обучения на 14 отделениях.
Преподаватели развивают тесные контакты с промышленностью и бизнесом. Большинство итоговых работ выпускников осуществляется на основе практики, в сотрудничестве с национальными и международными компаниями и институтами.
Сотрудничает с более чем 200 университетами-партнерами в Европе, Северной и Южной Америке и Азии. Международные студенты составляют 13% учащихся.
Персонал насчитывает около 500 профессоров и около 700 совместителя.

## Факультеты
- Архитектура
- Гражданское строительство
- Механической, автомобильной и авиационной техники
- Электротехники и информационных технологий
- Печатных и медиа-технологий
- Мехатроники
- Информатика и математика
- Геоинформатика
- Инженерии и менеджмента
- Бизнес-администрирование
- Социальных наук
- Дизайн
- Общие и междисциплинарные исследования
- Туризм

## Кампусы
Имеются три кампуса:
- Lothstraße — ок. 11.800 студентов
- Pasing — ок. 4200 студентов
- Karlstraße — ок. 1900 студентов

## Известные выпускники
- Вебер, Манфред — руководитель фракции ЕНП в Европарламенте.